# هوراسيو بينيا
هوراسيو بينيا (بالإسبانية: Horacio Peña)‏ هو ممثل أرجنتيني، ولد في 1936.

## أعمال

### أفلام
- (2004) قمر أفيلانيدا
- (2008) حمل الرب

## وصلات خارجية
- هوراسيو بينيا على موقع IMDb (الإنجليزية)
- هوراسيو بينيا على موقع قاعدة بيانات الفيلم (الإنجليزية)